# شهرستان ماریون (فلوریدا)

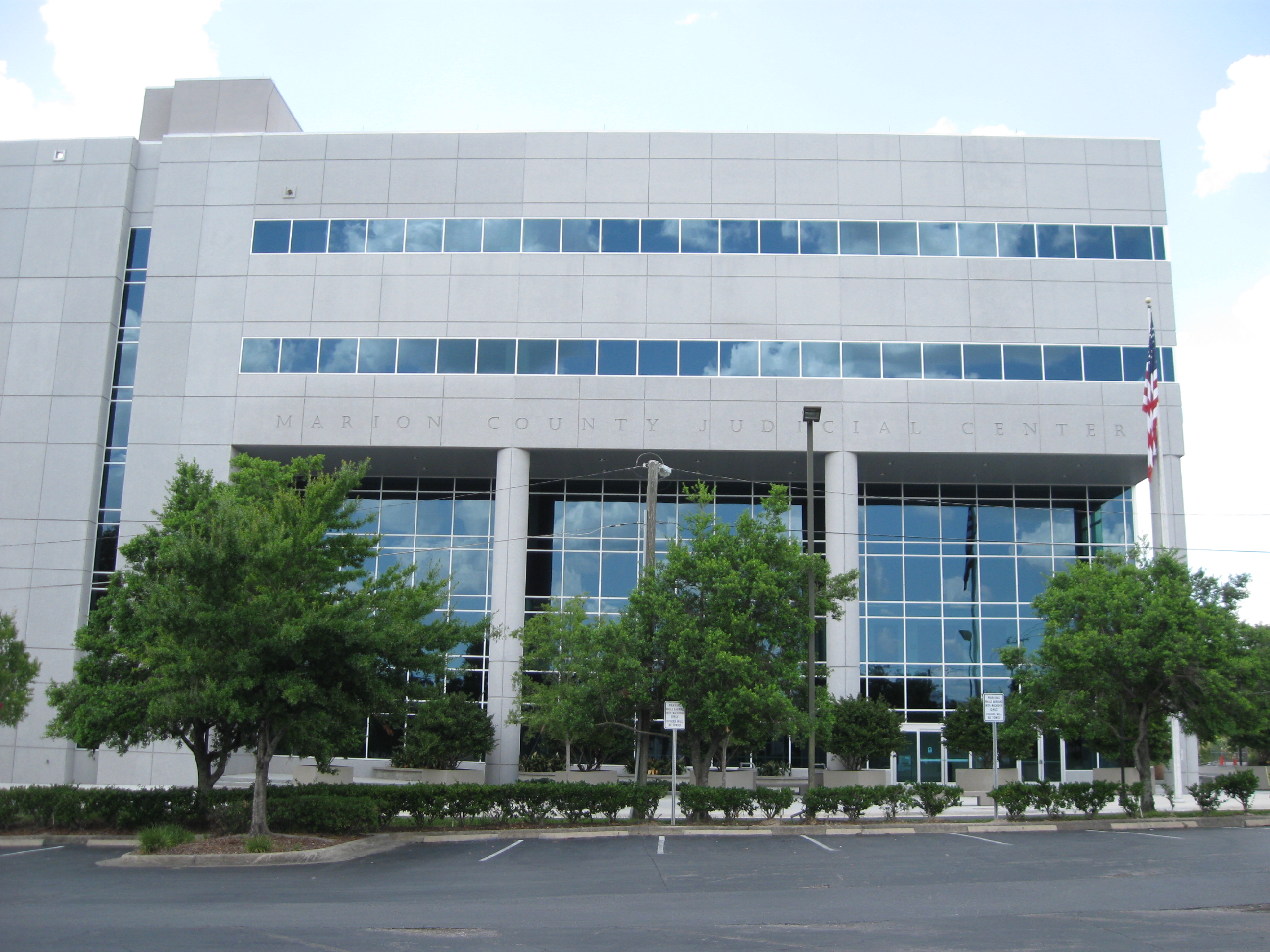
نمای جنوبی

شهرستان ماریون، فلوریدا (به انگلیسی: Marion County, Florida) یک سکونتگاه مسکونی در ایالات متحده آمریکا است که در فلوریدا واقع شده‌است.